# Новоприречное
Новоприречное (каз. Новоприречное) — село в Тайыншинском районе Северо-Казахстанской области Казахстана. Входит в состав Большеизюмовского сельского округа. Находится примерно в 3 км к юго-юго-западу (SSW) от города Тайынша, административного центра района, на высоте 165 метров над уровнем моря. Код КАТО — 596037500.

## Население
В 1999 году численность населения села составляла 447 человек (240 мужчин и 207 женщин). По данным переписи 2009 года, в селе проживало 393 человека (203 мужчины и 190 женщин).